# Hjørring község
Hjørring község (dánul: Hjørring Kommune) Dánia 98 községének (kommune, helyi önkormányzattal rendelkező közigazgatási egység) egyike. A Midtjylland régióban található. Hjørring község Jammerbugt, Brønderslev és Frederikshavn községekkel határos. Lakosainak száma 65 411 fő (2016).